# Обмен телами
Обмен телами (также называемый обменом разума, обменом душами или обмен мозга) — устройство повествования, наблюдаемое в различных научных и сверхъестественных произведениях, в котором два человека (или существа) обмениваются разумом и оказываются в телах друг друга. В таких СМИ, как телевидение и кино, устройство даёт возможность двум актёрам временно играть персонажей друг друга, хотя в некоторых случаях диалог дублируется оригинальными актёрами.

## Описание
Существуют различные типы обмена телами. Для нетехнологического обмена переключатели могут быть вызваны магическими предметами, такими как амулеты, искренние желания или просто странные причуды Вселенной. Переключатели, как правило, меняются после того, как субъекты расширили свои мировоззрения, получили новое понимание проблем друг друга, буквально «ходя в чужом теле» и/или вызвав достаточное количество фарса.
Переключатели, выполненные с помощью технологий, освобождающие гаджеты, достаточно продвинутые, чтобы выглядеть как магия, являются делами сумасшедших ученых. Устройства для обмена телами обычно характеризуются высокоэкспериментальным статусом, ремнями, шлемами со многими сложными кабелями, которые проходят к центральной нервной системе, и тенденцией к тяжкой неисправности, прежде чем их эффекты могут быть обращены вспять[прояснить]. Те, у кого нет таких средств, могут прибегнуть к трансплантации мозга. Такие эксперименты могут иметь подтекст ужасов или эротизма.

## В популярной культуре
Примечательными примерами являются книги «Наоборот»[чья?] (1882) и «Чумовая пятница»[чья?] (1972), а также экранизации[какие?] обеих книг.
Примеры в кинематографе: х/ф «Мальчик в девочке» (2006), «Цыпочка» (2002), серия фильмов «Любовь-морковь», «Махнёмся телами» (2020, Франция — Бельгия) и др.